# Boksen op de Olympische Zomerspelen 2020
Boksen is een van de sporten die beoefend wordt op de Olympische Zomerspelen 2020 in Tokio, Japan. De onderdelen worden van 24 juli tot en met 8 augustus 2021 afgewerkt in de Ryōgoku Kokugikan-arena.

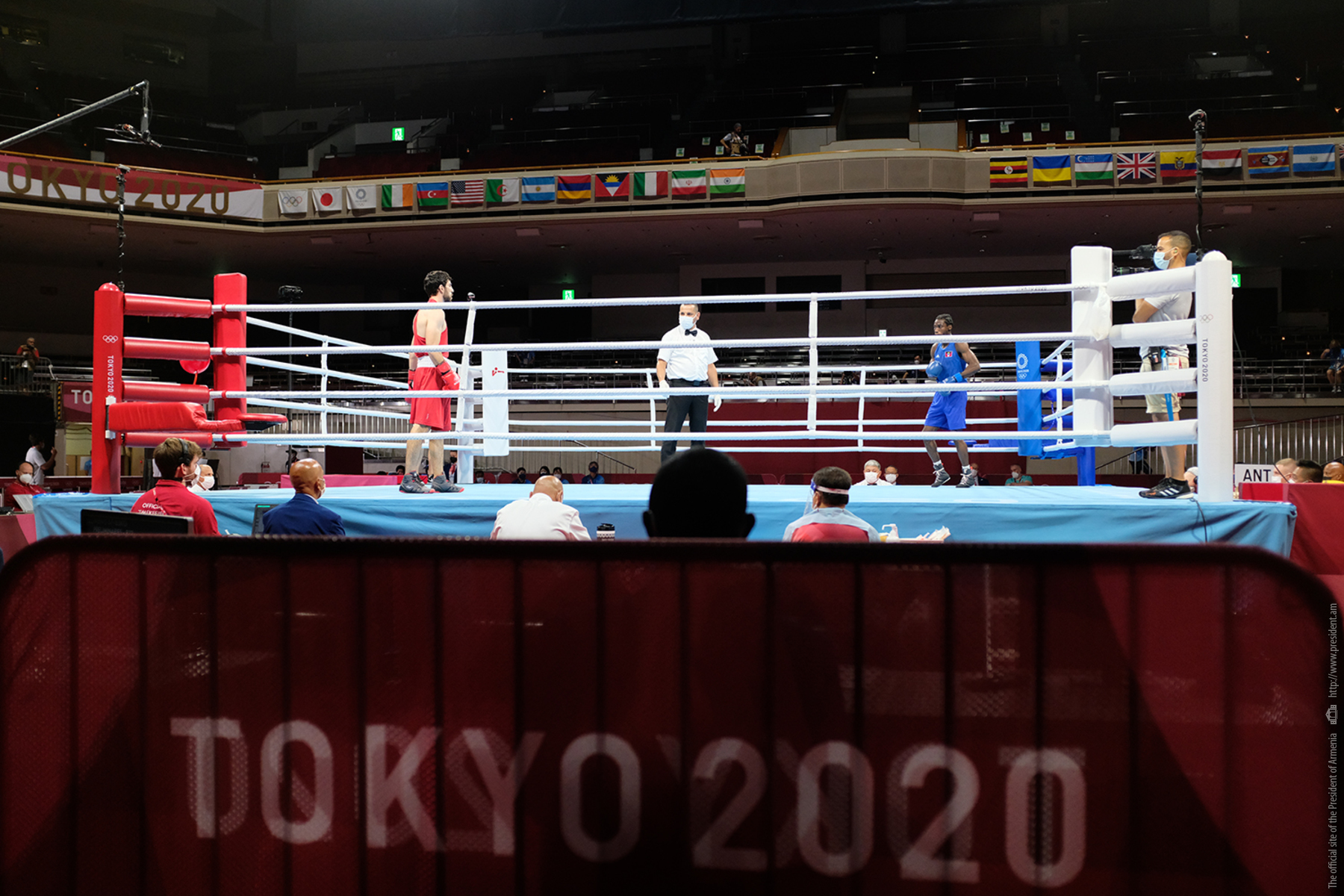
Ryōgoku Kokugikan

## Kwalificatie
Japan kreeg voor het boksen 6 plaatsen toegewezen (4 voor mannen en 2 voor vrouwen). Daarnaast waren er ook nog 8 plaatsen gereserveerd voor uitgenodigde atleten.
Elk ander Nationaal Olympisch Comité mocht per gewichtsklasse één bokser inschrijven voor het Olympisch kwalificatietoernooi. Deze waren achtereenvolgens de kwalificatietoernooien voor Afrika, Azië/Oceanië, Europa en Noord- en Zuid-Amerika. Voor elke gewichtsklasse waarvoor niemand uit het land was gekwalificeerd mocht het NOC een bokser inschrijven voor het internationale kwalificatietoernooi in Parijs in mei 2020.

## Wedstrijdschema
Legenda
M = middagsessie   A = avondsessie 

| 1e | 1e ronde | AF | Achtste Finale | KF | Kwartfinale | HF | Halve Finale | F | Finale |

| Datum                    | 24 | 24 | 25 | 25 | 26 | 26 | 27 | 27 | 28 | 28 | 29 | 29 | 30 | 30 | 31 | 31 | 1  | 1  | 2 | 2 | 3  | 3  | 4  | 4 | 5  | 5 | 6  | 6 | 7 | 7 | 8 | 8 |
| Onderdeel                | M  | A  | M  | A  | M  | A  | M  | A  | M  | A  | M  | A  | M  | A  | M  | A  | M  | A  | M | A | M  | A  | M  | A | M  | A | M  | A | M | A | M | A |
| ------------------------ | -- | -- | -- | -- | -- | -- | -- | -- | -- | -- | -- | -- | -- | -- | -- | -- | -- | -- | - | - | -- | -- | -- | - | -- | - | -- | - | - | - | - | - |
| Mannen vlieggewicht      |    |    |    |    |    |    |    |    | 1e | 1e |    |    |    |    | AF | AF |    |    |   |   | KF | KF |    |   | HF |   |    |   | F |   |   |   |
| Mannen vedergewicht      |    |    |    |    | 1e | 1e |    |    |    |    | AF | AF |    |    |    |    | KF | KF |   |   | HF | HF |    |   | F  |   |    |   |   |   |   |   |
| Mannen lichtgewicht      |    |    |    |    |    |    | 1e | 1e |    |    |    |    |    |    | AF | AF |    |    |   |   | KF | KF |    |   |    |   | HF |   |   |   | F |   |
| Mannen weltergewicht     | 1e | 1e |    |    | AF | AF |    |    |    |    |    |    | KF | KF |    |    | HF | HF |   |   |    | F  |    |   |    |   |    |   |   |   |   |   |
| Mannen middengewicht     |    |    | 1e | 1e |    |    |    |    |    |    | AF | AF |    |    |    |    | KF | KF |   |   |    |    |    |   | HF |   |    |   | F |   |   |   |
| Mannen halfzwaargewicht  | 1e | 1e |    |    |    |    | AF | AF |    |    |    |    | KF | KF |    |    | HF | HF |   |   |    |    | F  |   |    |   |    |   |   |   |   |   |
| Mannen zwaargewicht      | AF | AF |    |    |    |    |    |    |    |    |    |    | KF | KF |    |    |    |    |   |   | HF | HF |    |   |    |   | F  |   |   |   |   |   |
| Mannen superzwaargewicht |    |    | AF | AF |    |    |    |    |    |    |    |    |    |    |    |    | KF | KF |   |   |    |    | HF |   |    |   |    |   |   |   | F |   |
| Vrouwen vlieggewicht     |    |    | 1e | 1e |    |    |    |    |    |    | AF | AF |    |    |    |    | KF | KF |   |   |    |    | HF |   |    |   |    |   | F |   |   |   |
| Vrouwen vedergewicht     | 1e | 1e |    |    | AF | AF |    |    | KF | KF |    |    |    |    | HF | HF |    |    |   |   | F  |    |    |   |    |   |    |   |   |   |   |   |
| Vrouwen lichtgewicht     |    |    |    |    |    |    |    |    | 1e | 1e |    |    | AF | AF |    |    |    |    |   |   | KF | KF |    |   | HF |   |    |   |   |   | F |   |
| Vrouwen weltergewicht    |    |    | 1e | 1e |    |    | AF | AF |    |    |    |    | KF | KF |    |    |    |    |   |   |    |    | HF |   |    |   |    |   | F |   |   |   |
| Vrouwen middengewicht    |    |    |    |    |    |    |    |    | AF | AF |    |    |    |    | KF | KF |    |    |   |   |    |    |    |   |    |   | HF |   |   |   | F |   |

## Medaillewinnaars
Uitslagen per gewichtsklasse: 
Mannen
| Onderdeel           | Goud | Goud                 | Zilver | Zilver                  | Brons   | Brons                               |
| ------------------- | ---- | -------------------- | ------ | ----------------------- | ------- | ----------------------------------- |
| Vlieg (-52 kg)      | GBR  | Galal Yafai          | PHI    | Carlo Paalam            | KAZ JPN | Saken Bibossinov Ryomei Tanaka      |
| Veder (-57 kg)      | ROC  | Albert Batyrgaziejev | USA    | Duke Ragan              | CUB GHA | Lázaro Álvarez Samuel Takyi         |
| Licht (-63 kg)      | CUB  | Andy Cruz            | USA    | Keyshawn Davis          | ARM AUS | Chovhannes Batsjkov Harry Garside   |
| Welter (-69 kg)     | CUB  | Roniel Iglesias      | GBR    | Pat McCormack           | IRL ROC | Aidan Walsh Andrej Zamkovoj         |
| Midden (-75 kg)     | BRA  | Hebert Conceição     | UKR    | Oleksandr Chyzjnjak     | ROC PHI | Gleb Baksji Eumir Marcial           |
| Halfzwaar (-81 kg)  | CUB  | Arlen López          | GBR    | Benjamin Whittaker      | AZE ROC | Loren Alfonso Imam Chatajev         |
| Zwaar (-91 kg)      | CUB  | Julio César La Cruz  | ROC    | Moeslim Gadzjimagomedov | NZL BRA | David Nyika Abner Teixeira          |
| Superzwaar (+91 kg) | UZB  | Bahodir Jalolov      | USA    | Richard Torrez          | GBR KAZ | Frazer Clarke Kamsjybek Koenkabajev |

Vrouwen
| Onderdeel       | Goud | Goud              | Zilver | Zilver             | Brons   | Brons                                   |
| --------------- | ---- | ----------------- | ------ | ------------------ | ------- | --------------------------------------- |
| Vlieg (51 kg)   | BUL  | Stoyka Krasteva   | TUR    | Buse Naz Çakıroğlu | TPE JPN | Huang Hsiao-wen Tsukimi Namiki          |
| Veder (-57 kg)  | JPN  | Sena Irie         | PHI    | Nesthy Petecio     | GBR ITA | Karriss Artingstall Irma Testa          |
| Licht (-60 kg)  | IRL  | Kellie Harrington | BRA    | Beatriz Ferreira   | FIN THA | Mira Potkonen Sudaporn Seesondee        |
| Welter (-69 kg) | TUR  | Busenaz Sürmeneli | CHN    | Gu Hong            | IND USA | Lovlina Borgohain Oshae Jones           |
| Midden (-75 kg) | GBR  | Lauren Price      | CHN    | Li Qian            | NED ROC | Nouchka Fontijn Zemfira Magomedaliejeva |

St. Louis 1904 · Londen 1908 · Antwerpen 1920 · Parijs 1924 · Amsterdam 1928 · Los Angeles 1932 · Berlijn 1936 · Londen 1948 · Helsinki 1952 · Melbourne 1956 · Rome 1960 · Tokio 1964 · Mexico-stad 1968 · München 1972 · Montréal 1976 · Moskou 1980 · Los Angeles 1984 · Seoel 1988 · Barcelona 1992 · Atlanta 1996 · Sydney 2000 · Athene 2004 · Peking 2008 · Londen 2012 · Rio de Janeiro 2016 · Tokio 2020  · Parijs 2024 
Medaillewinnaars
Atletiek · Badminton · Basketbal · Boksen · Boogschieten · Gewichtheffen · Golf · Gymnastiek · Handbal · Hockey · Honkbal · Judo · Kanovaren · Karate · Klimsport · Moderne vijfkamp · Paardensport · Roeien · Rugby · Schermen · Schietsport · Schoonspringen · Skateboarden · Softbal · Surfen · Synchroonzwemmen · Taekwondo · Tafeltennis · Tennis · Triatlon · Voetbal · Volleybal · Waterpolo · Wielersport · Worstelen · Zeilen · Zwemmen